# Janny Jalving
Jantje Johanna (Janny) Jalving (Klijndijk, 10 september 1923 – Exloo, 6 januari 2022) was een Nederlands kunstschilderes.

## Levensloop
Jalving werd geboren in Klijndijk als dochter van een landarbeider. Ze groeide op in een gezin van zes kinderen. Al op jonge leeftijd was ze bezig met tekenen en schilderen. Haar ouders hadden het niet breed waardoor ze na haar lagere school niet naar het voortgezet onderwijs kon. Toen ze zestien jaar oud was maakte ze haar eerste schilderij en begon op haar negentiende tekencursussen te volgen.
Jalving schilderde voornamelijk landschappen en boerderijen. Ze volgde een tijdlang tekenlessen bij De Ploeg-schilder Ties Allersma in Emmen en later op de Rijks HBS in Assen.
Ook maakte ze schilderijen voor tentoonstellingen en exposities. Tot op hoge leeftijd bleef ze actief als schilder. Ze woonde in Exloo.
Een groot deel van haar werken is geschonken aan Museum Collectie Brands in Nieuw-Dordrecht en het openluchtmuseum Ellert en Brammert in Schoonoord.
- RKD-Nederlands Instituut voor Kunstgeschiedenis: 89323